# 늙은 수령의 포도나무

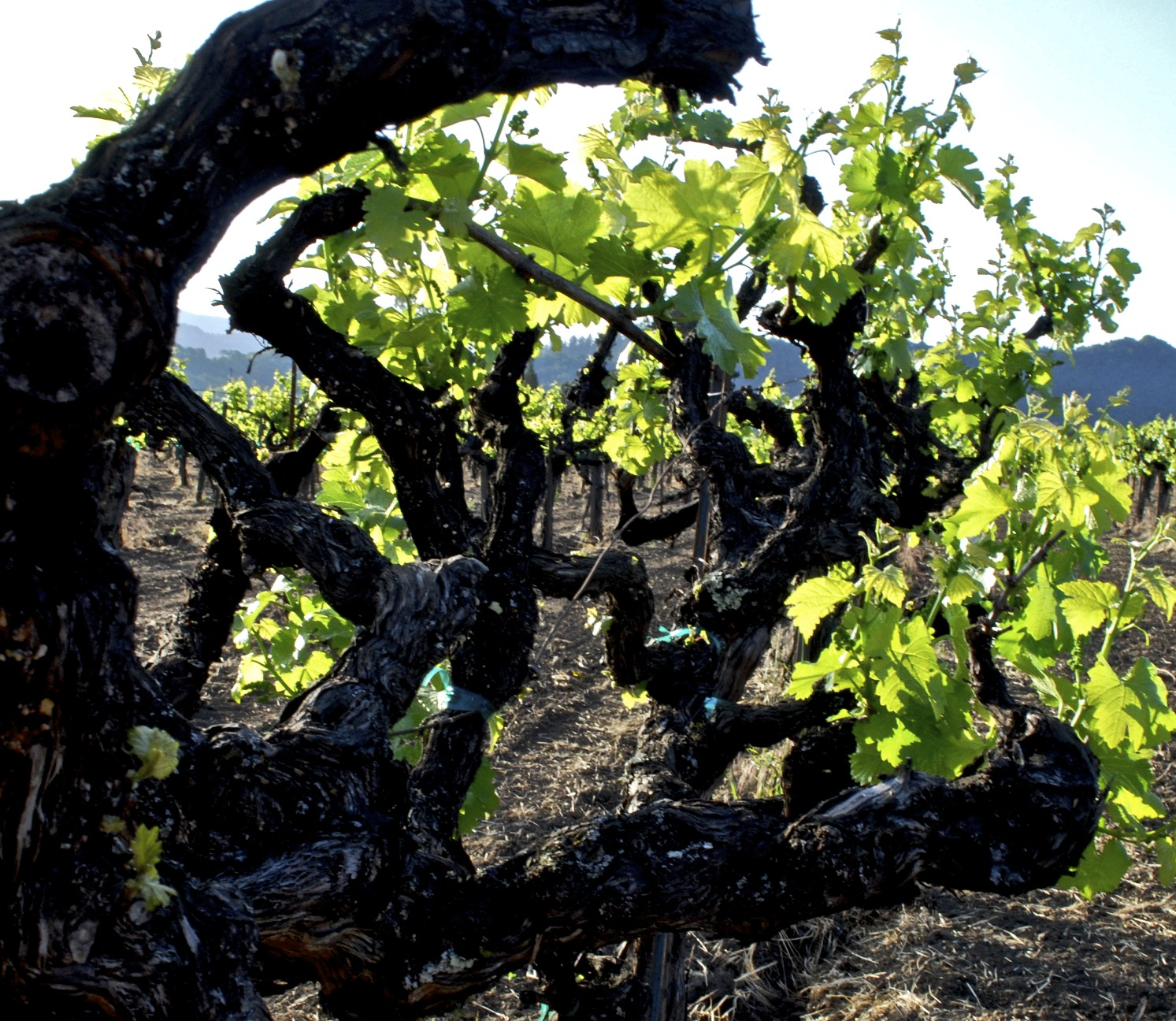
미국 나파밸리, 늙은 수령의 포도 나무

늙은 수령의 포도나무(프랑스어: Vieilles Vignes)는 포도주 라벨에 종종 명기되는데, 이는 포도주를 양조하는데 사용된 포도가 현저히 늙은 포도나무에서 재배된 것임을 의미하는 것이다. 보통은 라벨에 V.V 라고 표시된다. 잘 길러진 늙은 포도나무에서 수확된 포도로 더 고품질의 포도주를 양조할 수 있다. 하지만 ‘늙음’이라는 것에 대한 법적 기준이나 명확한 기준은 없다.

## 특성
포도나무는 최대 약 120년까지 자랄 수 있다. 포도나무가 20살 이상이 되면, 점차 작은 알갱이의 포도가 열리기 시작하며 연간 생산량 또한 감소한다. 따라서 포도 한 알갱이 알갱이의 당도가 더 높아져 보다 밀도감 있는 포도주를 생산할 수 있고, 또한 “Dead arm” 이라고 불리는 질병 또한 오랜 오랜 수령의 포도나무에 영향을 미쳐 더 밀도 있는 과육을 생산하기도 한다. 늙은 수령의 포도나무란 포도밭 전체에 적용될 수도 있으며, 다른 나무에 비해 좀더 일찍 심은 나무에만 부분적으로 적용될 수 있다.

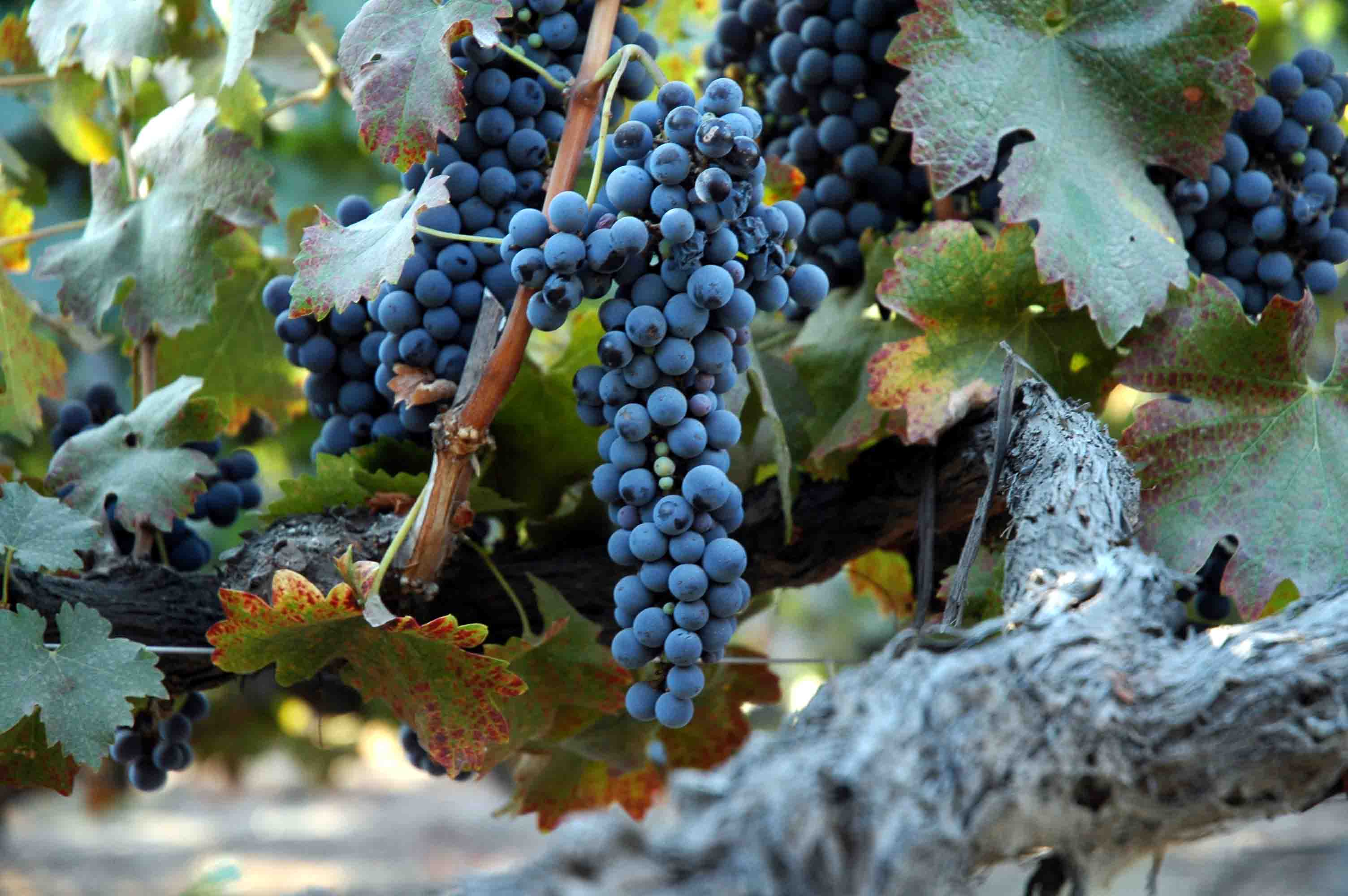
늙은 수령의 쉬라 포도나무

미국의 대표적인 늙은 수령 포도나무는 진판델 품종으로, 최대 125년까지 자랄 수 있다. 포도주 양조의 유래가 깊은 곳의 경우, 대부분의 나무가 30~40년 정도 되었다고 판단할 수 있다. 일부 양조자의 경우 포도나무가 늙을수록 좋다고 주장한다. 신규로 조성된 포도주 생산 지역의 경우 20년 정도의 포도나무도 꽤 늙은 것으로 취급을 받을 수 있다. 특정 품종에 따라서는 포도나무 수령이 너무 오래될 경우 충분한 정도의 포도를 생산해내지 못하기 때문에, 가장 경제성 있는 포도나무 수령에 대한 정의는 불분명하다. 

## 늙은 수령의 포도나무 분포

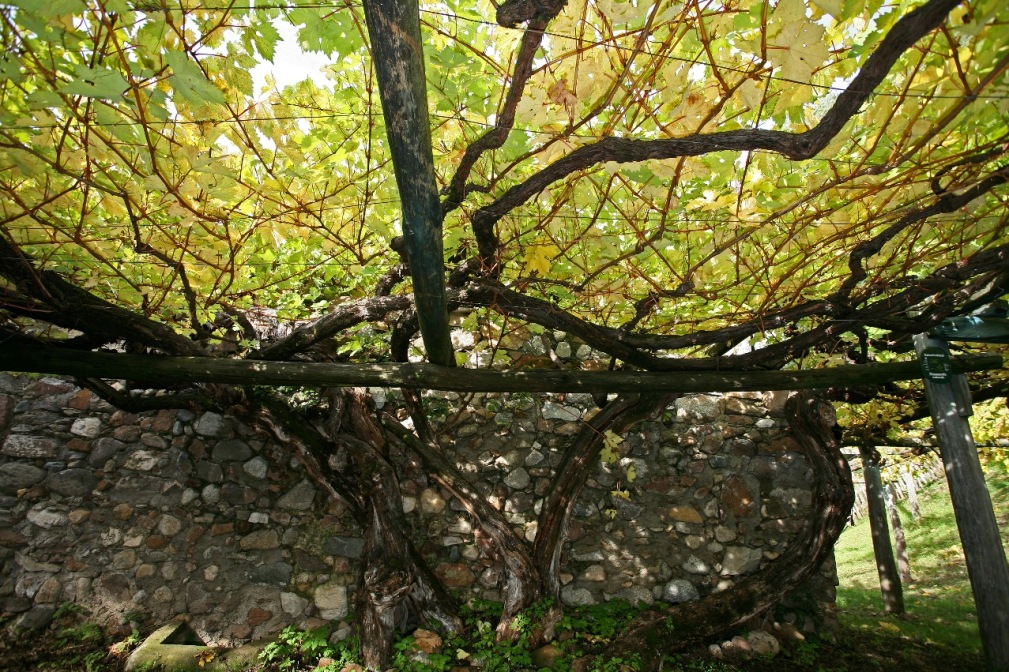
이탈리아 Katzenzungen 성의 350살 된 포도나무

가장 오래된 포도나무로 알려진 것은 슬로베니아의 마리보르 지역에서 자라는 Žametovka 포도나무로, 17세기 이후부터 쭉 생존하여 이미 400살이 넘었다. 이것은 년간 35~55kg의 포도를 생산하며 발효된 후 약 100개의 미니어처 사이즈의 포도주병에 병입된다.
이탈리아 북동쪽에 위치한 볼차노 현의 Katzenzungen 성에는 350년이 넘은 Versoaln이라는 포도나무가 있다. 이 나무에서 수확된 포도는 상대적으로 젊은 포도나무에서 수확된 포도들과 블렌딩 되어 연간 약 500병의 포도주가 생산된다. 
확실하게 기록으로 남아 있는 포도나무 중 가장 오래된 것은 ‘Great Vine’ 이라고 알려져 있으며, 영국의 햄프턴 코트 궁전에 있다. 이는 랜실롯 브라운이 1769년, 현재의 위치에 옮겨 심은 것이며, 이 포도 품종은 ‘Shiva Grossa’이다. 늙은 수령의 포도나무에 대한 일반적인 인식과 반대로, 이 나무는 2001년 가을 최대량의 포도가 열렸는데 이는 약 383kg에 달했다.
바로사 벨리에는 세계에서 가장 지속적으로 오랫동안 운영된 상업 포도밭이 있는데, 이는 터키 플랫 쉬라즈로 1847년부터 수확되어 왔다. 바로사 벨리의 Penfolds Kalimna 양조장의 경우 1888년에 심어진 카베르네 소비뇽 나무가 있으며, 이는 세계에서 가장 오래된 양조용 카베르네 소비뇽 나무라고 알려져 있다. ‘Barossa Old Vine’ 협정은 늙은 수령의 포도나무를 보호하고, 벌목 당하는 것을 방지하기 위해 설립되었다.

## 법적 정의

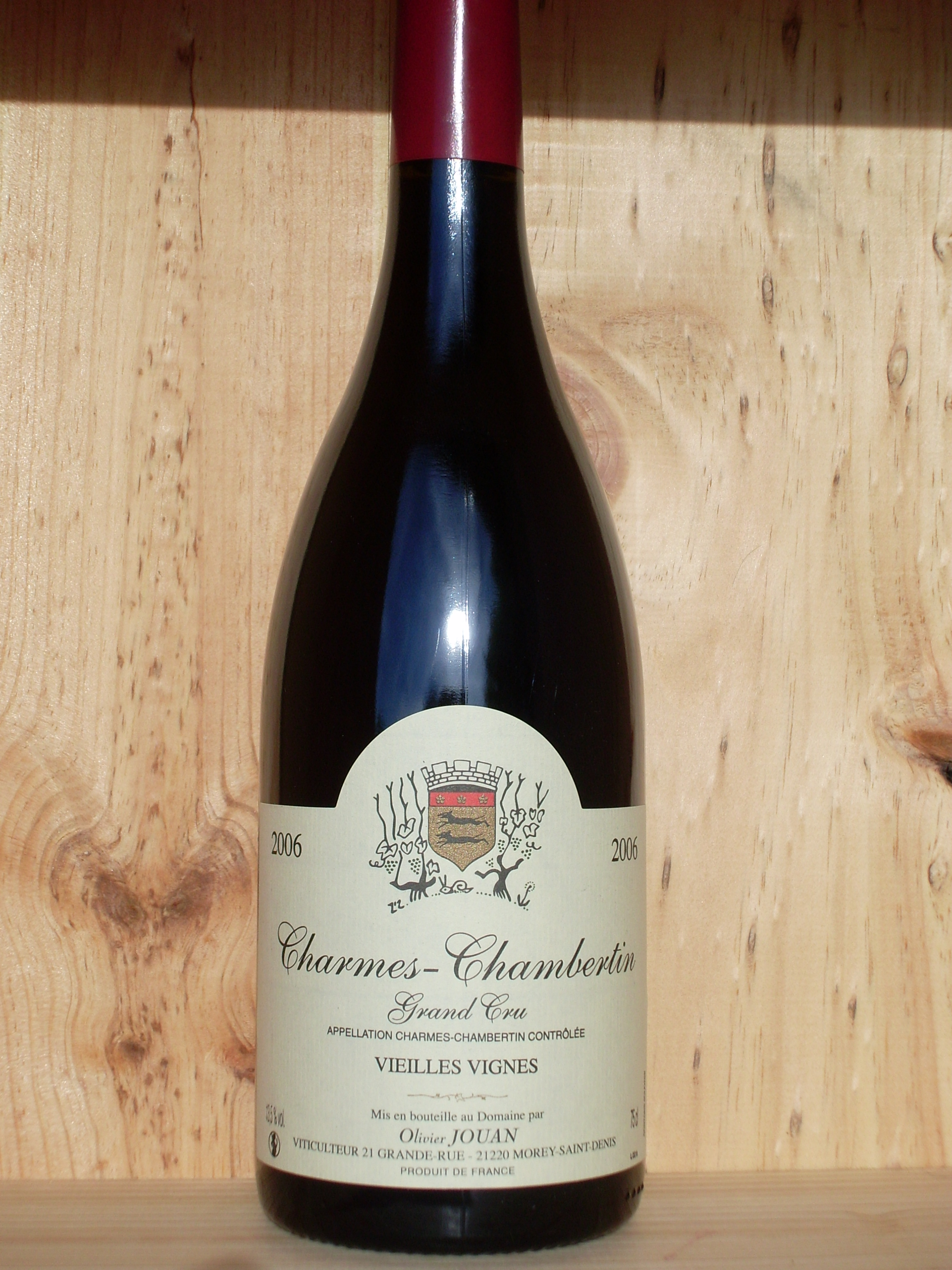
늙은 수령의 포도나무(vieilles vignes) 라고 병에 표기되어 있다

법적으로 ‘늙은 포도나무’ 에 대한 정의가 없기 때문에 포도주에 따라서 나무의 수령과 포도주의 특성의 상관관계에 대해 명확히 묘사하기는 쉽지 않으며 심지어 허위 정보를 수록하는 경우도 있다. 일반적으로 평판이 좋은 양조장일수록 더 신뢰성 있는 정보를 표기하는 경향이 있다. 유사하게, 만약 양조자가 ‘보통’ 혹은 ‘늙은 수령의 포도 나무’라는 표기가 있는 포도주를 판매할 경우 이는 단순히 품질 뿐 아니라 더 뚜렷한 특성을 가지는 경우가 많다. 
이는 라벨 표기법 중 하나인 ‘Reserve: 리제르바’ 에도 나타나는 특성이다. 이탈리아나 스페인에서는 '리제르바'에 대한 법적 기준이 명시되어 있으나, 대부분 국가에서는 특정 기준 없이 단순히 마케팅의 일환으로 '리제르바'를 라벨에 표기한다.